# ランボルギーニ・エッセンサ SCV12
エッセンサ SCV12（Essenza SCV12）は、ランボルギーニが開発したスーパーカーである。

## 概要
ランボルギーニのモータースポーツ部門であるスクアドラ・コルセが開発したサーキット走行専用車である。2021年の上海モーターショーでワールドプレミアされた。
往年の名車「イオタ」や「ディアブロGTR」の遺伝子を受け継ぐモデルで、ランボルギーニによれば同社史上最もパワフルかつ、最後の自然吸気エンジンを搭載する車種になるという。

## メカニズム

### パワートレイン
アヴェンタドールSVJと同型の最高出力830 PSを発生する6.5 LV型12気筒エンジンを搭載しているが、トランスミッションを後方に取り付けるため180度回転した状態で搭載している。
フロントフードのデュアルインレットとセンターリブによって、気流がルーフに取り付けられたエアインテークへと流れる構造となっている。これによってエンジン内の空気圧が高まり、車速が増すにつれてエンジン全体の空気の流れが増加し、出力が向上する仕組みである。また、背圧を減らすために独自のエキゾーストチップを装着している。
トランスミッションはリアサスペンションへのダメージを軽減するために、アヴェンタドールSVJとは異なり6速MTを採用している。駆動方式は、現在のランボルギーニでV12エンジンを搭載している他の車種とは異なり後輪駆動を採用している。パワーウェイトレシオは1.66である。

### シャシ
FIAの耐久試験を金属以外で初めてクリアしたカーボン製モノコックを採用。FIAの安全規定に応じて開発された初のランボルギーニ車となった。

## デザイン
エクステリアはプロトタイプレーシングカーにインスピレーションを受けた攻撃的なデザインとなっている。フロントスプリッターと巨大なリアウイングにより、249km/hで1,200kgのダウンフォースを生み出す。この数値は従来のGT3レーシングカーと同等である。
ブレーキはブレンボ製のキャリパーを装着し、フロント19インチ、リア20インチのマグネシウムホイールにピレリのレーシングスリックタイヤが組み合わせられる。

## 製造
40台の限定生産で、2020年12月に納車が開始された。車両は本社工場の近くに建てられた個室タイプの車庫に保管され、オーナーはセキュリティカメラに接続された専用のアプリを通して、24時間車を監視することができる。
ランボルギーニがオーナーの要望に応じて車両の配達を許可するシステムとなっている。マセラティ・MC12コルセやフェラーリ・XXプログラムの各車種なども同じシステムだが、ランボルギーニはオーナーの希望でいつでも車両を持ち帰ることができるようになっている。公道を走行できないため、オーナーが車両を移動させる手段を持っていない場合、FIAクラスのトラックでの輸送、車両のメンテナンスなどを依頼することもできる。
エッセンサ SCV12のオーナーは「ランボルギーニ・スクアドラコルセ・ドライバーズラボ」にて、ランボルギーニのレーシングドライバーの練習に近いフィットネス・トレーニングプログラムが体験できる。2021年に開始されたこのプログラムは、ル・マン24時間レースで5回優勝したエマニュエル・ピロや、スクアドラ・コルセのファクトリードライバーであるマルコマ・ペリもサポートしている。
また、本車のみで行われるワンメイクレースも予定されている。

## 参照
- ランボルギーニ・エッセンサSCV12のレビュー　(2020年7月29日)　(英語版)
- ランボルギーニ・エッセンサSCV12の正式発表　(2020年7月29日)　(英語版)
- ランボルギーニが導入した空力過給システムと、エッセンサSCV12について　(2021年4月18日)　(英語版)
- トップギアによるランボルギーニ・エッセンサSCV12のレビュー　(2020年7月30日)　(英語版)
- スイスでのランボルギーニ・エッセンサSCV12の１代目の納車　(2021年4月17日)　(英語版)
- ランボルギーニ・エッセンサSCV12　発表　(2020年7月30日)
- ランボルギーニ・エッセンサSCV12の詳細　(2020年8月3日)
- ランボルギーニ・エッセンサSCV12がアスファルト9に登場　(2021年5月10日